# Struma (fiume)
Lo Struma (in bulgaro Струма?, Struma; in greco Στρυμόνας?, Strymónas; in turco Karasu, traducibile come "acqua nera") è lo Strimone degli antichi, un fiume della regione bulgara chiamata Macedonia, che scorre in Bulgaria ed in Grecia.

## Etimologia
Il suo nome storico era Στρυμών, Strymōn.

## Storia
Nel Medioevo, quando la regione era sotto il controllo dell'Impero Bizantino, lo Strimone era uno dei temi in cui erano suddivisi i territori imperiali e comprendeva l'attuale regione greca di Macedonia Orientale e Tracia. Era il venticinquesimo tema, in ordine di importanza, nell'Impero. Lo stratego (capo militare-governatore) della regione non aveva uno stipendio da parte dell'Impero, ma riscuoteva le tasse dai contadini-soldati, da cui tratteneva una sorta di stipendio commisurato ai suoi compiti. Questa regione forniva all'esercito imperiale molti arcieri e picchieri.

## Geografia
La sua sorgente si trova in Bulgaria, ai piedi del massiccio montuoso della Vitoša; il fiume scorre inizialmente verso ovest, quindi, diretto a sud, entra nel territorio greco presso il villaggio di Kula e sfocia infine nel Mar Egeo nei pressi dell'antica città di Anfipoli, nella prefettura di Serres.
Il suo bacino di raccolta misura circa 10 800 km². La lunghezza del fiume è di 415 km (dei quali 290 scorrono in Bulgaria).

### Onorificenze
Al fiume è intitolato il ghiacciaio di Struma, sull'isola Livingston, nelle isole Shetland Meridionali (Antartide).